# St. Nikolaus (Drispenstedt)

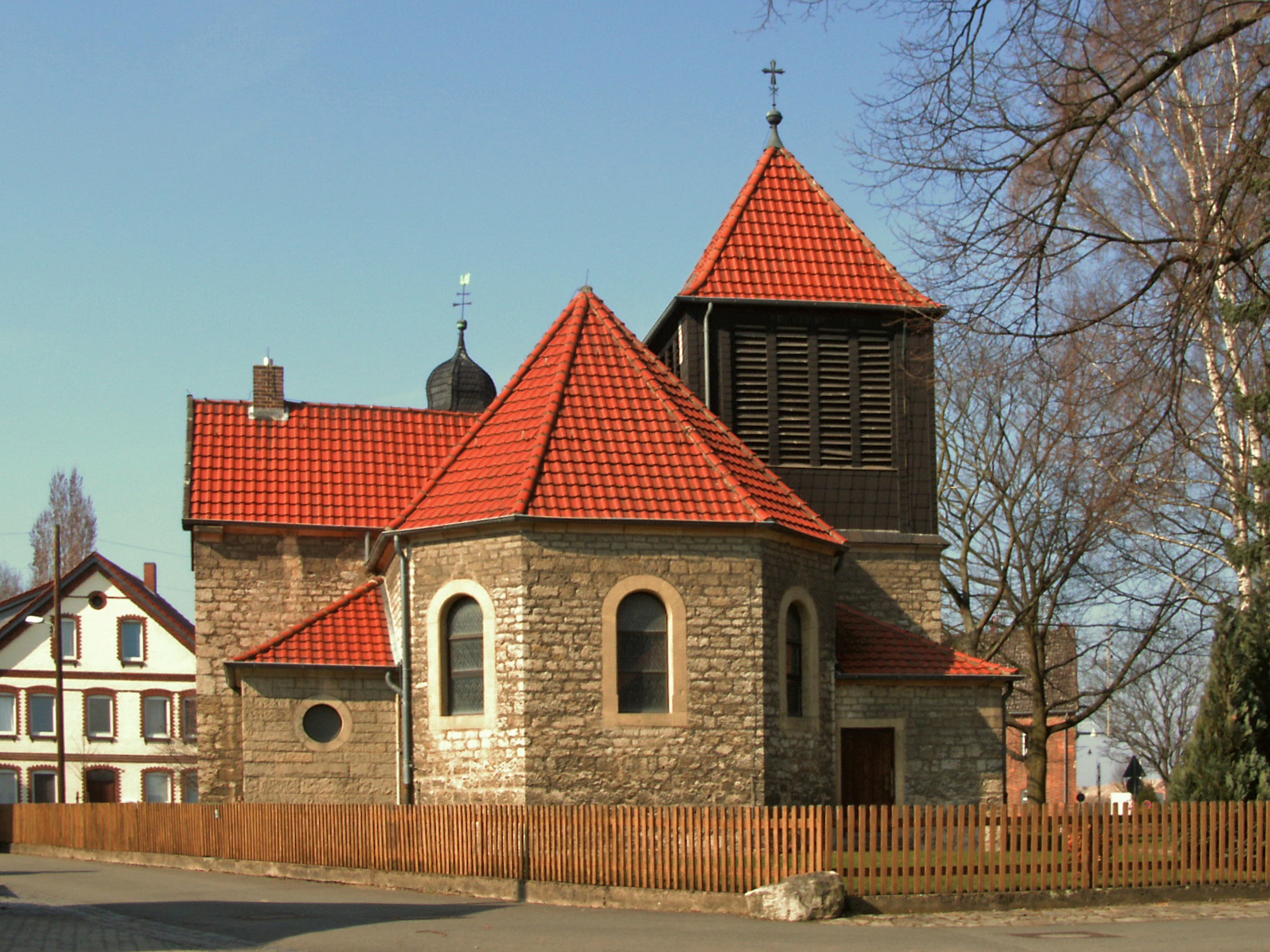
St.-Nikolaus-Kirche (Ostseite)

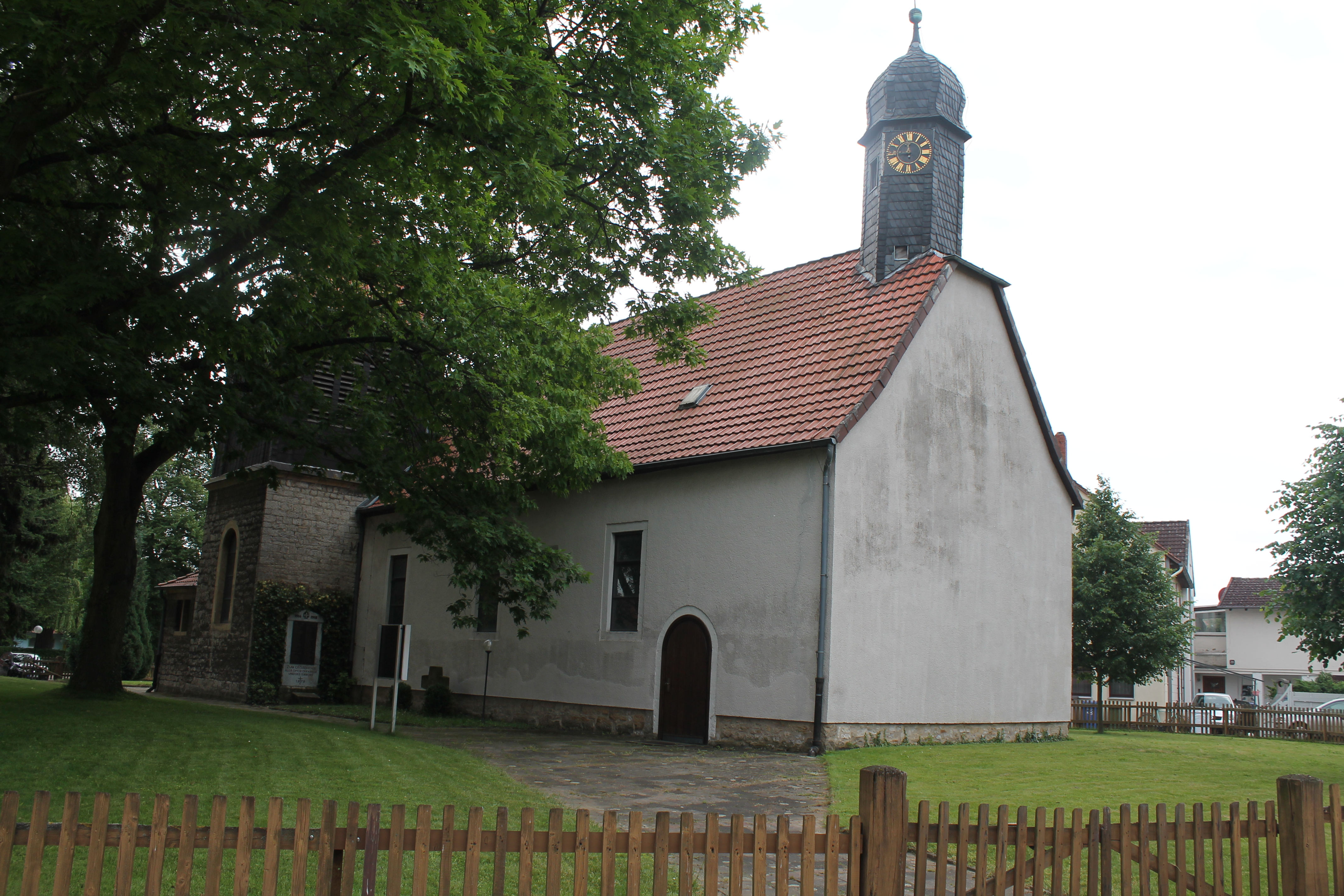
St.-Nikolaus-Kirche (Nord-West-Seite) Erweiterungsbau 1874/1875

St. Nikolaus ist eine unter Denkmalschutz stehende römisch-katholische Kirche im Hildesheimer Ortsteil Drispenstedt. Sie gehört heute zur Pfarrgemeinde Mariä Lichtmess im Dekanat Hildesheim des Bistums Hildesheim.

## Geschichte
Die Siedlung Drispenstedt wird in einer Urkunde des Jahres 1193 genannt, in der Papst Coelestin III. (1106–1198) das Hildesheimer Michaeliskloster in seinen Schutz nahm und dessen Eigentum bestätigte, zu dem  Grundbesitz in Drispenstedt gehörte. Das Ministerialengeschlecht von Drisminstede wird bereits in der zweiten Hälfte des 12. Jahrhunderts schriftlich erwähnt. Neben dem Johannesstift in Hildesheim und dem Kloster Derneburg hatte vor allem die Dompropstei umfangreichen Grundbesitz in Drispenstedt.
Obwohl die Urkunden über den ersten Bau eines Gotteshauses fehlen, ist es wahrscheinlich, dass die Siedlung während des Mittelalters über eine Kapelle verfügte. Die Möglichkeit eines Doppelpatroziniums St. Mariä und St. Nikolaus wird dabei nicht ausgeschlossen. Zusammen mit der Siedlung Bavenstedt und der dortigen Marienkapelle gehörte das Drispenstedter Gotteshaus zur Pfarrei St. Andreas in Hildesheim. Die Patronatsrechte über die Kapellengemeinde besaß, wie auch in Bavenstedt, somit der Archidiakon dieser Haupt- und Taufkirche. Die Drispenstedter und Bavenstedter Pfarrzugehörigkeit zu St. Andreas blieb bis in das 16. Jahrhundert erhalten.
Als im Jahr 1542 die St.-Andreas-Gemeinde auf Initiative des Rates der Hildesheimer Altstadt reformiert worden war, wurden auch in die Filialgemeinden lutherische Prediger gesandt. Die „Festigung des lutherischen Glaubens“ im Amt Steuerwald wurde ab 1557 durch den protestantischen Herzog Adolf von Holstein (1526–1586) besonders gefördert. Einer der ersten Rekatholisierungsversuche in Drispenstedt und Bavenstedt wurde durch Bischof Burchard von Oberg († 23. Februar 1573) im Jahr 1566 durchgeführt, indem er dort die Seelsorge des evangelischen Prädikanten untersagte und den Amtmann des Hauses Steuerwald mit der Einsetzung eines katholischen Priesters beauftragte. Durch den Einfluss der lutherischen Bürgerschaft in Hildesheim übte jedoch der evangelische Prädikant sein Amt noch bis 1609 aus. Erst unter dem Wittelsbacher Prinzen Ernst II. von Bayern (1554–1612) auf dem Hildesheimer Bischofsstuhl konnte 1609 ein katholischer Pastor in Drispenstedt und Bavenstedt eingesetzt werden. Nach langen Auseinandersetzungen mit der Bürgerschaft und dem lutherischen Prediger von St. Andreas war schließlich, nach der Restitution des Großen Stiftes im Jahr 1643 an den Hildesheimer  Bischof, auch die katholische Konfession in der Amtspfarrei Steuerwald gesichert. Von Steuerwald aus wurden zunächst auch Drispenstedt und Bavenstedt seelsorgerisch betreut.

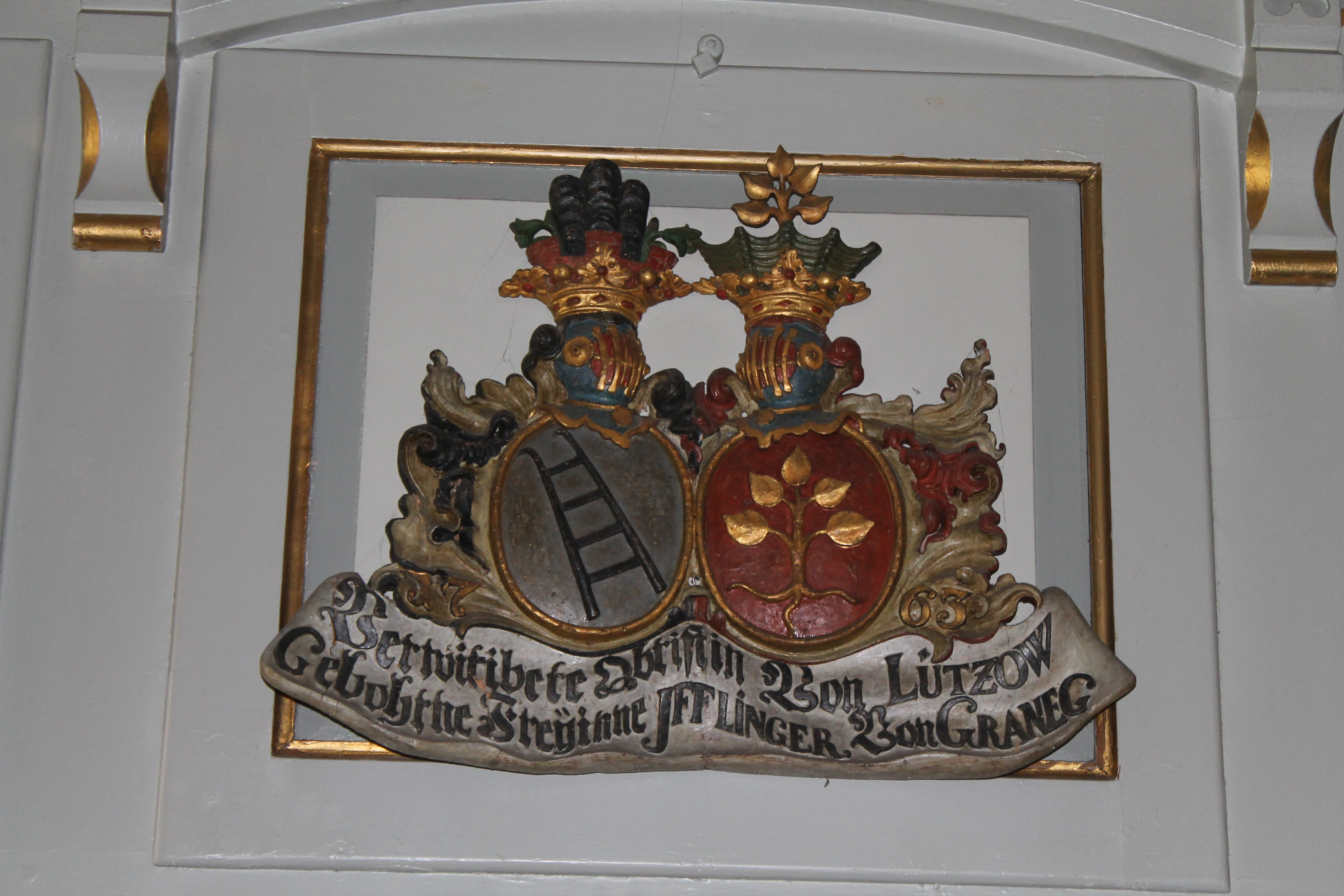
Wappen der zur Stifterfamilie gehörenden Obristin von Lützow an der Orgel

Im Dreißigjährigen Krieg wurde die Nikolauskapelle zerstört. Nach 1645 wurde sie wieder aufgebaut und durch den in der bischöflichen Regierung stehenden Kanzler Joachim Stein, dem das Gut in Drispenstedt gehörte, besonders gefördert.
In der zweiten Hälfte des 17. Jahrhunderts wurde dem Chorherrenstift St. Bartholomäus auf der Sülte die Seelsorge der Pfarrei Drispenstedt-Bavenstedt übertragen. Der Sitz der Pfarrei war von 1668 bis 1803 in Drispenstedt mit Bavenstedt als Filiale. Die erste Renovierung und Erweiterung der St. Nikolaus-Kirche fand 1703 statt, gefördert von der der katholischen Bauernfamilie von Daubner-Lützow auf dem Drispenstedter Gut.
Im Jahr 1803 hatte sich durch die Säkularisation des Sültestiftes für die Pfarrei St. Nikolaus eine neue Situation ergeben, sie war ohne Seelsorger. Der Plan, die Pfarrei an Asel und die Filiale Bavenstedt an Bettmar anzugliedern, schlug fehl. In Bavenstedt bot sich jedoch die Gelegenheit, in einem ehemaligen Gebäude des Sültestiftes ein Pfarrhaus einzurichten. Nach der staatlichen Genehmigung zur Nutzung des Hauses durch die katholische Kirche wurde im Jahre 1805 der Sitz der Pfarrei von Drispenstedt nach Bavenstedt St. Maria verlegt. Die St.-Nikolaus-Gemeinde war somit bis 1904 eine Filiale von Bavenstedt.

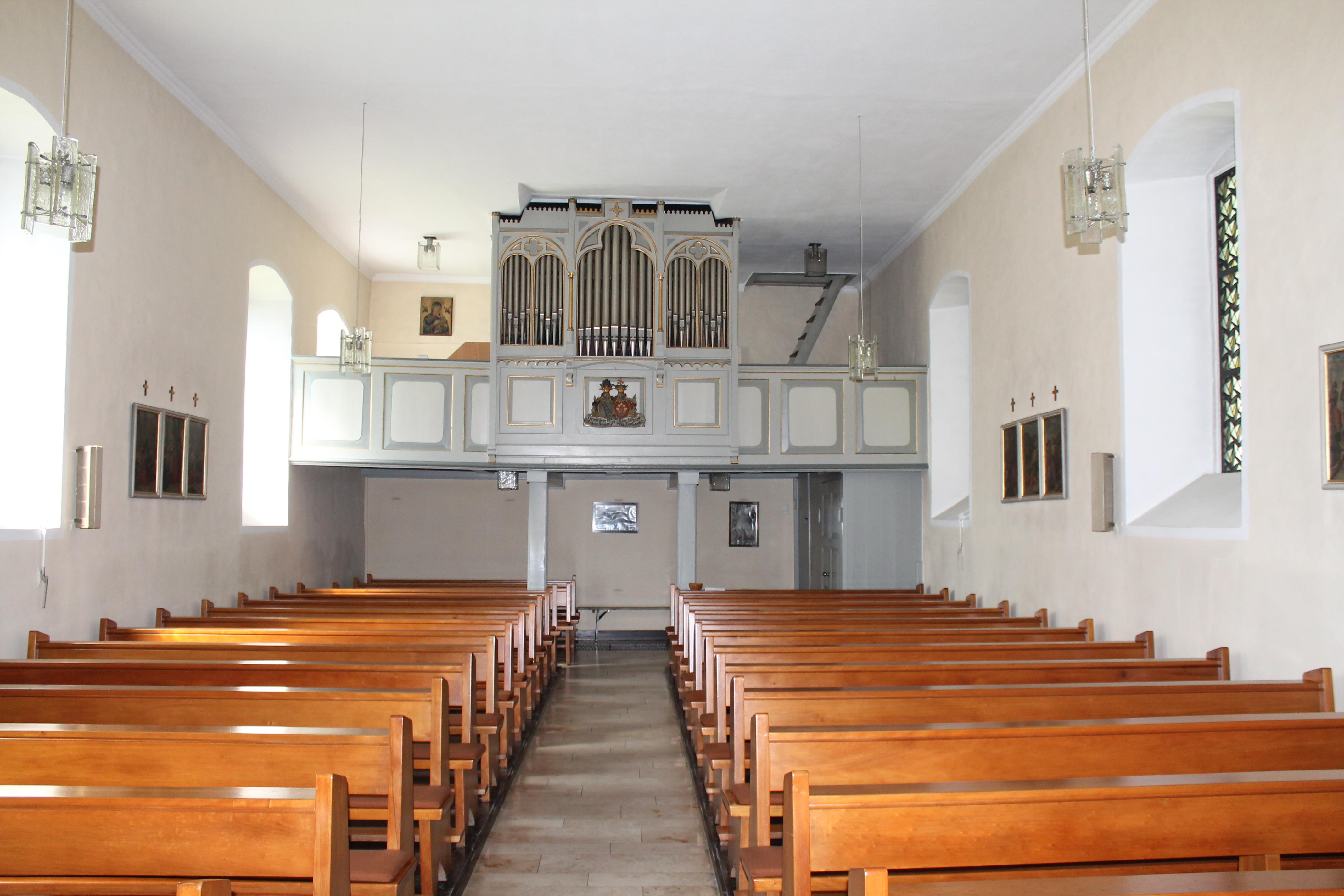
Blick zur Orgelempore im Erweiterungsbau von 1874/1875 (Aufnahme 2017)

Nach der Verkoppelung der Drispenstedter Feldmark in den Jahren 1850 bis 1851 und den darauffolgenden Agrarreformen waren in Drispenstedt einige große bäuerliche Betriebe entstanden. Die Arbeitsmöglichkeiten auf diesen Höfen zogen zunächst landwirtschaftliche Lohnarbeiter an. Später folgten diesen zunächst vor allem Eisenbahnarbeiter, die eine Trasse für den Zugverkehr durch die Feldmark des Ortes legten. Ein großer Teil der Arbeitskräfte, die in Drispenstedt wohnten, kam aus dem katholischen Eichsfeld und war in den Fabriken Hildesheims beschäftigt. Darüber hinaus gab es ab 1871 Arbeitsmöglichkeiten in der dörflichen Ziegelei. Seit 1848 waren bis zur Jahrhundertwende die Einwohnerzahlen der fast ausschließlich katholischen Ortschaft von 193 auf 509 Gemeindemitglieder angestiegen. Deshalb wurde die Nikolauskirche 1874 bis 1875 erweitert.

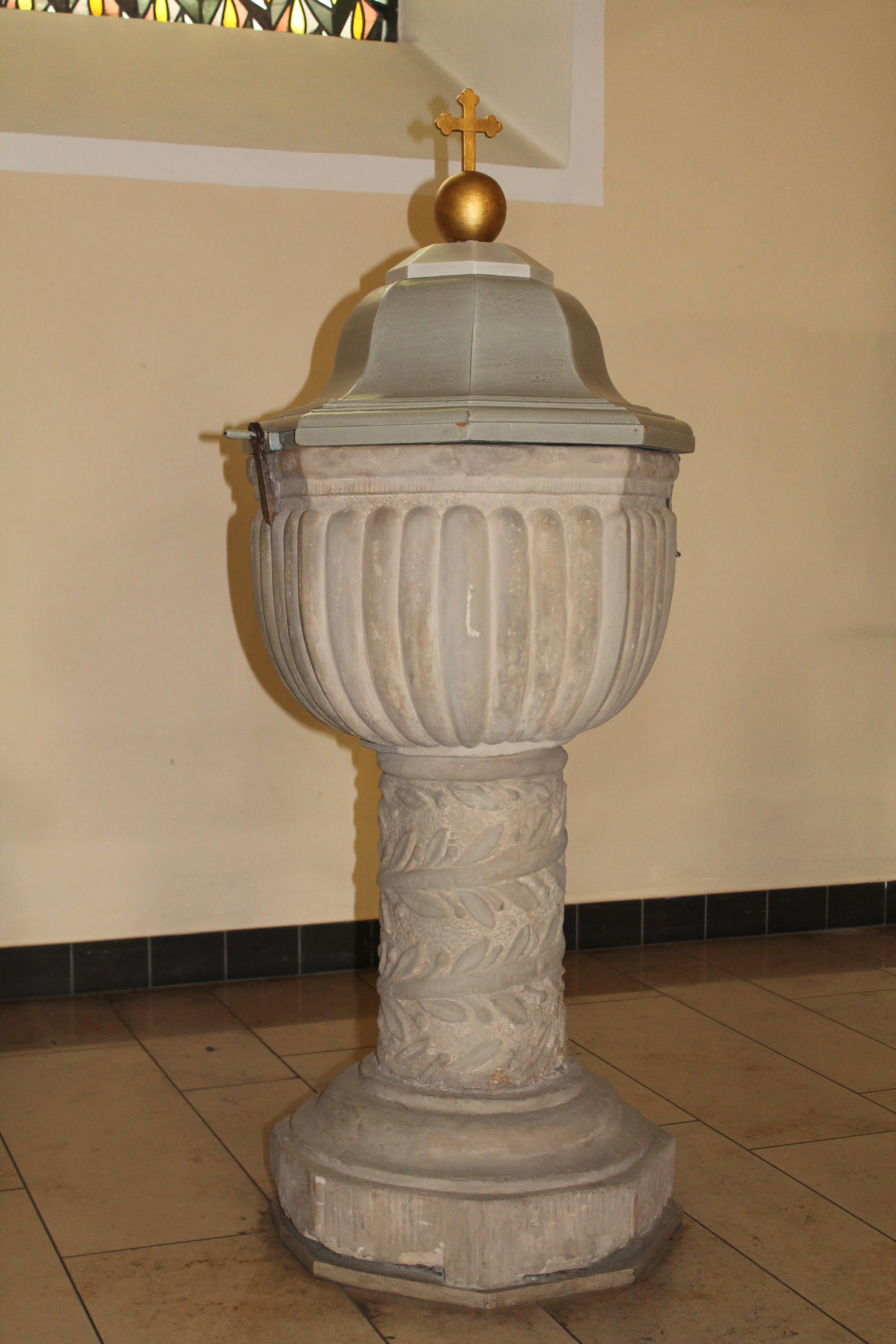
Historischer Taufstein

Der weiter anwachsenden Nikolausgemeinde wurde 1904 kirchlicherseits mit der Erhebung zur Kirchengemeinde durch Bischof Daniel Wilhelm Sommerwerck (1821–1905) Rechnung getragen. Mit der Gründung wurde ein Schritt zur kirchlichen Eigenständigkeit unternommen, die politische Selbstständigkeit ging dagegen 1938 durch die Eingemeindung nach Hildesheim verloren.
Die Entwicklung von St. Nikolaus zur Pfarrgemeinde hatte zu Beginn des 20. Jahrhunderts mit dem Zuzug von Handwerkern und Fabrikarbeitern aus dem Eichsfeld nach Drispenstedt begonnen. Nach 1945 wurde dieser Prozess durch die katholischen Flüchtlingsfamilien aus dem Osten fortgesetzt. Der Zustrom war so groß, dass Ende der 1950er Jahre das Baugebiet „Neu-Drispenstedt“ entstand.
Bereits während dieser Aufbauphase wurde vom damaligen Pastor Paul Beck auf die Notwendigkeit eines Kindergartens und eines zusätzlichen Gotteshauses im Neubaugebiet hingewiesen. Diese Pläne wurden von dessen Nachfolger, Pastor Erhard Hecke, verwirklicht. Nach der Erhebung von St. Nikolaus am 1. September 1964 zur Pfarrei folgte 1965 der Bau einer Kindertagesstätte, die den Namen der Pfarrgemeinde trägt, und 1974 bis 1975 der größeren Filialkirche Mariä Lichtmess in Neu-Drispenstedt.
Am 1. November 2006 wurde die neue Pfarrgemeinde Mariä Lichtmess errichtet, zu der damals etwa 5200 Katholiken gehörten. In diesem Zusammenhang wurde die Pfarrgemeinde St. Nikolaus aufgehoben und, zusammen mit den Kirchen St. Johannes und Guter Hirt, der neuen Kirchengemeinde zugeführt.

## Pastor Vollmer Stiftung
Im September 2006 wurde die Pastor Vollmer Stiftung errichtet. Zweck der Stiftung ist die Erhaltung der denkmalgeschützten St.-Nikolaus-Kirche in Alt-Drispenstedt. Die Stiftung wurde nach dem in Drispenstedt geborenen Theodor Vollmer (1843–1907), der als Pastor in Hohenhameln tätig war, benannt. Ein Teil seines Vermögens, das er nach seinem Tod der St.-Nikolaus-Gemeinde hinterließ, bildet das Grundstockvermögen der Stiftung. Die Übernahme der Kirche und des Grundstücks am „Drispenstedter Brink“ durch die Stiftung erfolgte, mit der Aufhebung der Pfarrgemeinde St. Nikolaus, am 1. November 2006.
Vorsitzender des Stiftungsrats ist seit 2006 Dietmar Lambrecht.

## Inschrift auf einem Stein an der Kirche
TEMPLUM HOC AD DEI GLORIAM ET SANTISSIMAE
GENECITRIS AC S. NICOLAI EJUS PATRONIS HONORE
RENOVATUM ET EXTENSUM EST ANNO 1703
Dieses Gotteshaus wurde zum Ruhme Gottes und der heiligsten Gottesmutter
sowie zur Ehre seines Patrons St. Nikolaus im Jahre 1703 renoviert und erweitert

## Architektur

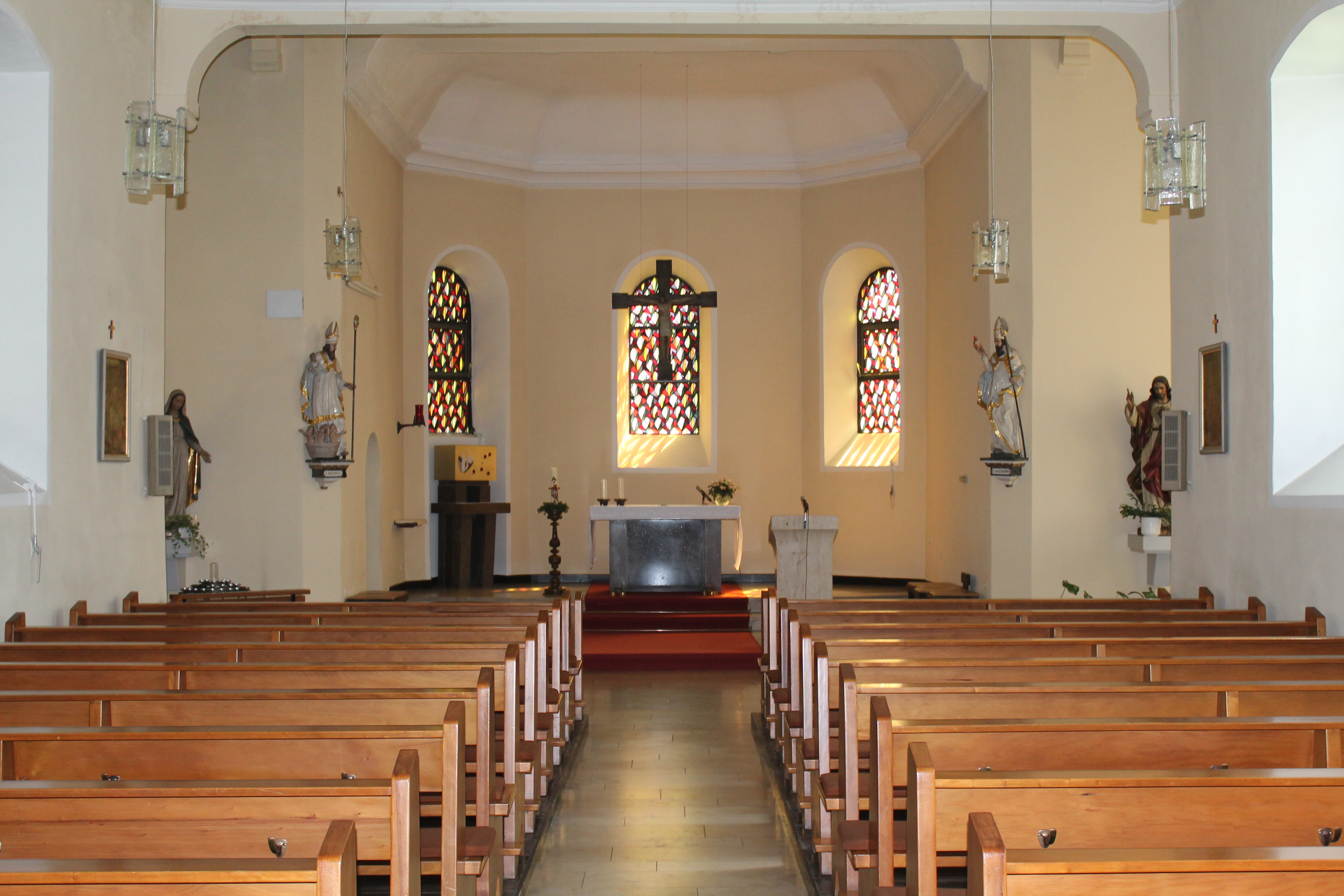
Blick zum Altar

Der nach 1645 begonnene Kirchenbau besteht aus Barockformen mit romanischem Chor. Anfang der 1960er Jahre wurde der Altarraum umgestaltet und modernisiert. Der Hochaltar aus Holz, der vom Holzwurm befallen war, wurde dabei entfernt und durch einen steinernen Altar ersetzt. Nach dem Zweiten Vatikanischen Konzil und der damit verbundenen Liturgiereform wurde dieser zu einem Volksaltar umgebaut.

## Glocken

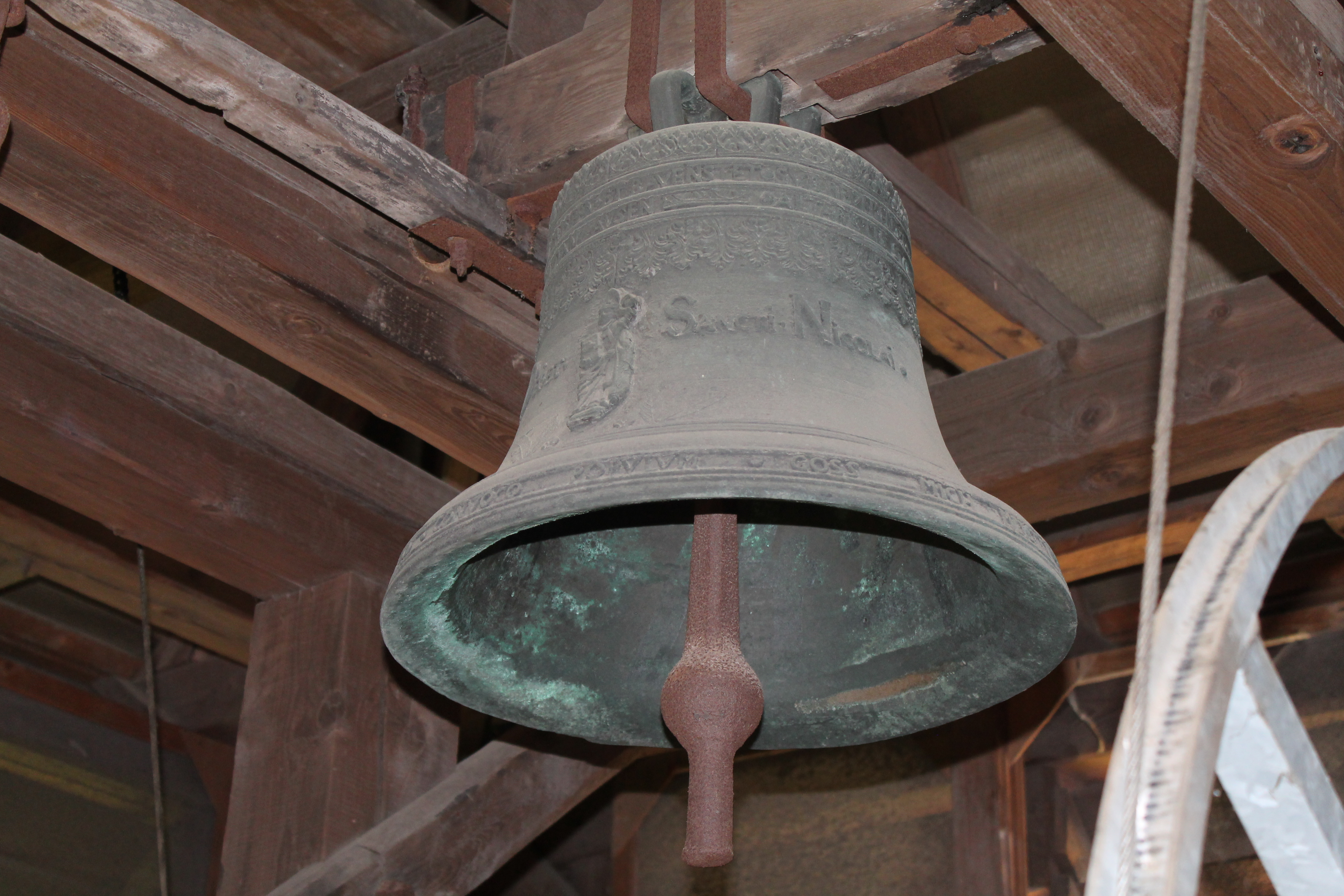
Nikolausglocke aus dem Jahr 1636

Die bronzene Nikolausglocke stammt aus dem Jahr 1636. Da sie keinen elektrischen Antrieb hat, wird sie heute nur noch am Patronatsfest des heiligen Nikolaus am 6. Dezember von Hand geläutet. Im Zweiten Weltkrieg wurde sie vom Reichswirtschaftsministerium konfisziert, um eingeschmolzen in der Rüstungsindustrie Verwendung zu finden.  Nach Kriegsende wurde sie unbeschädigt auf dem Hamburger Glockenfriedhof aufgefunden und vom Ausschuss für die Rückführung der Glocken (ARG) wieder nach Drispenstedt zurückgebracht. Sie war zuvor im Dachreiter untergebracht und erhielt einen neuen Platz im Glockenturm.
Nach dem Ersten Weltkrieg erhielt die Nikolauskirche einen Glockenturm, diesmal gefördert von der evangelischen Bauernfamilie Brandis, die zu dieser Zeit das Drispenstedter Gut bewirtschaftete. Er enthält drei Stahlglocken, die elektrisch angetrieben werden.

## Turmuhr

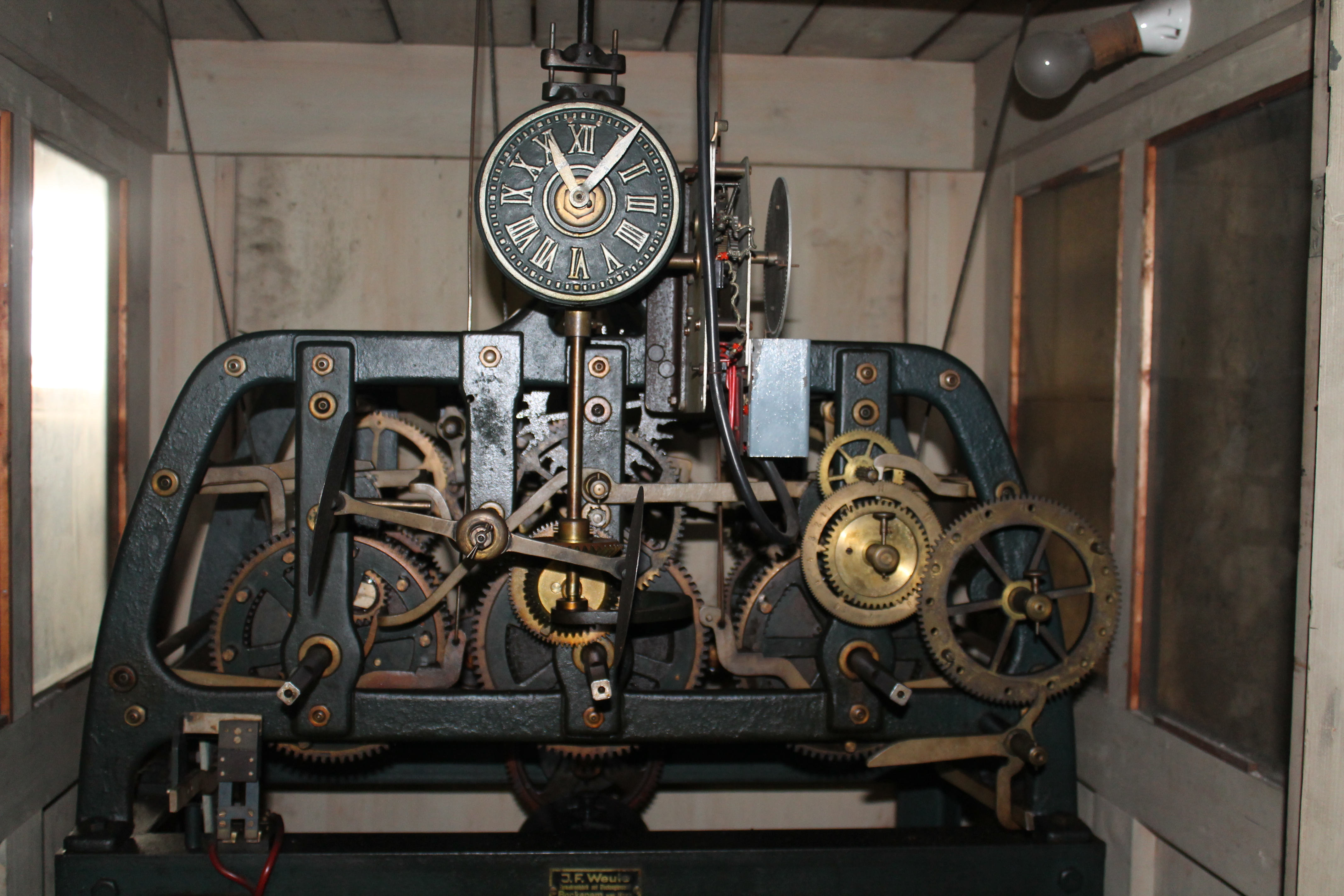
Mechanisches Turmuhrenwerk der Firma J. F. Weule, Bockenem am Harz aus dem Jahr 1945

1945 wurde, an Stelle der verlorengeglaubten Nikolausglocke, eine Turmuhr in den Dachreiter eingebaut. Die unveränderte mechanische Uhr der Firma J. F. Weule aus Bockenem am Harz schlägt noch heute pünktlich im Viertelstundentakt.

## Ehrenmal

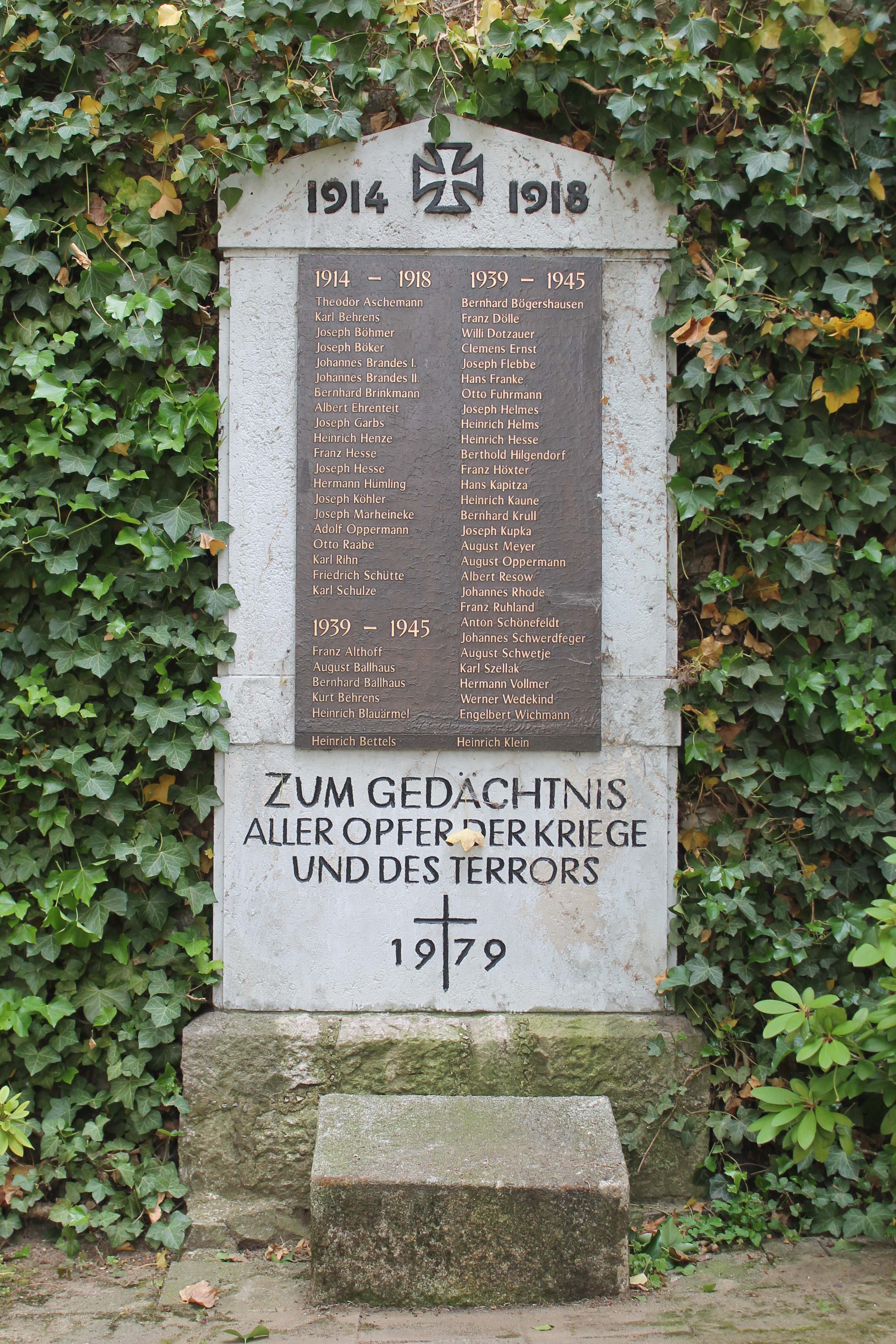
Ehrenmal und Gedenkstätte

Am nördlichen Seitenschiff befindet sich das 1918 für gefallene Drispenstedter Soldaten errichtete Ehrenmal, an dem am Volkstrauertag die gemeinsame staatliche und kirchliche Gedenkfeier stattfindet. 1979 wurde es von der Kirchengemeinde St. Nikolaus in eine Gedenkstätte für alle Opfer der Kriege und des Terrors umgewidmet. Anfang der 1990er Jahre erhielt das Ehrenmal vom Drispenstedter Ortsrat eine neue Bronzetafel mit den Namen der Gefallenen beider Weltkriege.

## Seelsorger der selbständigen Kirchengemeinde (1904–2006)
- 1904–1906 Eduard Hunold
- 1906–1910 Karl Nörthemann
- 1910–1913 Ernst Algermissen
- 1913–1916 Hermann Klapprott
- 1916–1918 Bernhard Stange
- 1918–1926 Friedrich Streicher
- 1926–1929 Johannes Ewen
- 1929–1935 Georg Große
- 1935–1940 Franz Brümann
- 1940–1946 Paul Godehard
- 1946–1951 Josef Haller
- 1951–1955 Max Lorsbach
- 1955–1963 Paul Beck
- 1963–1985 Erhard Hecke
- 1985–1999 Johannes Wahlich
- 1999–2006 Dr. Werner Schreer
- 1999–2002 Dr. Alois Jeczek (Kooperator)
- 2003–2006 Günter Birken (Kooperator)